# Johan Kling
Carl-David Johan Kling, född 7 augusti 1962 i Engelbrekts församling i Stockholm, är en svensk regissör, författare, TV-producent och musiker. 

## Biografi
Johan Kling är son till illustratören och affärsmannen Lennart Ranghusen (1925–2015) och Sara Natt och Dag-Wetter (1936–2022) samt styvson till advokaten J. Gillis Wetter.
Johan Kling började sin bana som musiker och var en av ursprungsmedlemmarna i popbandet Ratata i början av 1980-talet. Efter att ha lämnat Ratata 1982 och efter studier vid Stockholms universitet arbetade han som tv-producent. Han producerade ZTV-programmet Knesset och ett flertal andra TV-produktioner för SVT, TV4 och Kanal 5.
Kling har skrivit och regisserat TV-serier som Nalles show, Stockholmare och Spacer. Han debuterade som långfilmsregissör 2007 med Darling, en mörk skildring av livet runt Stureplan i det sena 00-talets Stockholm. Filmen nominerades till sex Guldbaggar och visades vid filmfestivaler i Spanien, Ryssland, Tyskland, Sydkorea, Mexiko. Darling har vunnit flera svenska och internationella priser. År 2010 utsågs den till "nollnoll-talets bästa svenska film" av Dagens Nyheters filmkritiker.
År 2009 debuterade Kling som romanförfattare med Människor helt utan betydelse. Romanen vann 2010 Borås Tidnings debutantpris och blev också en av tio nominerade i Stockholms stadsbiblioteks omröstning 2010 om den bästa Stockholmsskildringen i litteraturen.
Johan Kling var 2010–2015 ledamot i regeringskommittén Kulturbryggan.

## Filmografi
- 2000 – Nalles show (TV-serie)
- 2001 – Stockholmare (TV-serie)
- 2002 – Spacer (TV-serie)
- 2003 – Jag
- 2007 – Darling
- 2010 – Puss

## Priser och utmärkelser
- Darling nominerades till Guldbaggegalan 2008 för Bästa film, Bästa regi, Bästa Manus, Bästa manliga huvudroll, Bästa kvinnliga huvudroll och Bästa foto. Filmen vann pris för Bästa manliga huvudroll och Bästa foto
- Darling fick Svenska Filmkritikerförbundets pris "Greta" för Bästa svenska film 2007
- Darling fick Nordiska filmpriset för bästa nordiska film vid Göteborg Filmfestival 2007
- Darling fick pris för Bästa Film vid Baltic Debut Film Festival i Kaliningrad, Ryssland 2007
- Johan Kling blev nominerad till Nordiska rådets filmpris 2007
- Johan Kling blev nominerad till Dagens Nyheters Kulturpris 2007
- Människor helt utan betydelse vann Borås tidnings debutantpris 2010
- Samfundet De Nios julpris 2023[7]